# Marché dirigé par les prix
Un marché dirigé par les prix, dit aussi « marché de contrepartie », est un marché boursier où sont échangées des actions grâce à l'intervention d'un spécialiste à la surface financière et l'expérience suffisante pour bien connaître le marché et se porter directement contrepartie. Les investisseurs lui font confiance pour adapter les prix de manière très fine, afin de trouver un bon équilibre entre l'offre et la demande, en particulier en cas de forte volatilité.

## Histoire
Les marchés dirigés par les prix ont dominé jusqu'au milieu des années 1980 en France et sont toujours utilisés à Wall Street. Ils  s'opposent aux marchés dirigé par les ordres qui sont apparus en Europe dans les années 1980, en particulier à la Bourse de Paris.
Dans un marché dirigé par les prix, la liquidité est garantie aux participants par le « spécialiste » ou « teneur de marché », qui tente de garantir en permanence des cours relativement acceptables pour tous les intervenants, en échange de la marge qu'il prélève, le plus souvent sous la forme d'un écart entre le cours acheteur et le cours vendeur.
La plupart des grands marchés de gré à gré (marché des changes, marchés des warrants, etc.) sont dirigés par les prix.